# Markus Reisner

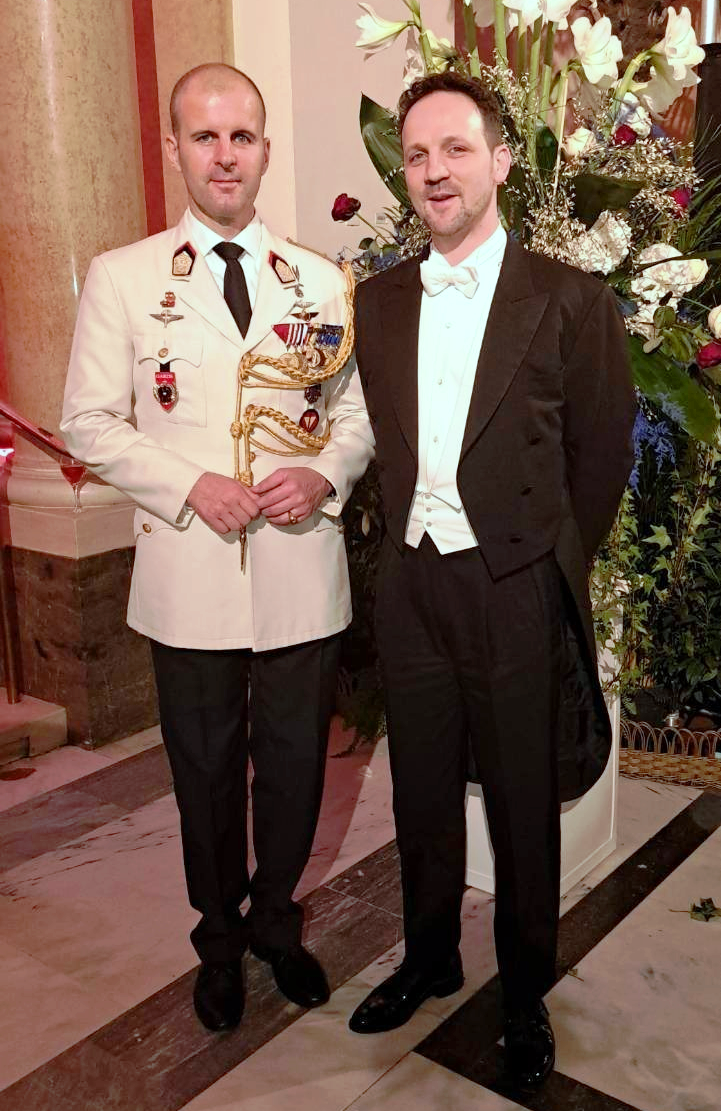
Markus Reisner 2024 (links)

Markus Reisner (* 10. März 1978 in Neunkirchen, Niederösterreich) ist ein österreichischer Historiker, Offizier des Bundesheeres im Dienstgrad des Oberst, Militärexperte und Vorstandsmitglied des Clausewitz Netzwerks für Strategische Studien. Er ist Leiter des Institutes 1 für Offiziersgrundausbildung an der Theresianischen Militärakademie.

## Militärische und akademische Laufbahn

### Ausbildung und erste Verwendungen
Markus Reisner trat 1997 als Einjährig-Freiwilliger in das Bundesheer ein und absolvierte anschließend ein Vorbereitungssemester für die Militärakademie in Allentsteig.
Von 1998 bis 2002 besuchte er die Theresianische Militärakademie in Wiener Neustadt und wurde zum Offizier ausgebildet. Anschließend diente er bis 2004 im Aufklärungsbataillon 2 in Salzburg, wo er als Zugskommandant, stellvertretender Kompaniekommandant und Ausbildungsoffizier einer gepanzerten Aufklärungskompanie eingesetzt wurde, und dann bis 2013 beim Jagdkommando in Wiener Neustadt.

### Studium und Promotion
Reisner studierte Rechtswissenschaften und Geschichte an der Universität Wien. Von 2010 bis 2013 absolvierte er ein Doktoratsstudium der Geschichte an der Universität Wien (Dissertation zum Luftkrieg über Österreich von 1943 bis 1945, Betreuer Lothar Höbelt). 2017 schloss er ein PhD-Studium an der rechtswissenschaftlichen Fakultät der Universität Wien ab (Dissertation zu bewaffneten Drohnen, Prüfer Manfred Nowak).
Seit 2017 ist er Mitglied des militärhistorischen Beirats der Wissenschaftskommission beim Bundesministerium für Landesverteidigung und Sport (BMLVS). Reisner ist Vorstandsmitglied des Clausewitz Netzwerks für Strategische Studien.

### Dienst als Generalstabsoffizier
Von 2014 bis 2016 absolvierte er den 20. Generalstabslehrgang an der Landesverteidigungsakademie in Wien. Er war Leiter der Entwicklungsabteilung der Theresianischen Militärakademie und führte diese im Dienstgrad eines Obersts des Generalstabs.
Vom 1. September 2022 bis 29. Februar 2024 war Reisner Kommandant der Garde, eines traditionsreichen Verbands des Bundesheeres mit Repräsentationsaufgaben, in Wien. Seit dem 1. März 2024 ist er Leiter des Institutes 1 für Offiziersgrundausbildung an der Theresianischen Militärakademie in Wiener Neustadt.

### Auslandseinsätze
- von 2004 bis 2013 in Bosnien und Herzegowina, Kosovo, Afghanistan, Tschad und der Zentralafrikanischen Republik[4]
- 2019 als österreichischer Kontingentkommandant in Mali[4]
- 2021 als österreichischer Kontingentkommandant im Kosovo[4]

## Forschungsschwerpunkte und Aufklärungsarbeit
- Unbemannte Waffensysteme, Robotik und Künstliche Intelligenz[4]
- Taktische und operative Lehren aus der Militärgeschichte[4]
- Luftkrieg über Österreich 1943 bis 1945[4]
- Krieg in Österreich im März/April 1945[4]
- Militärisches Führungsverhalten[4]
- Disruptive Ereignisse (z. B. Blackout) und deren Folgen[4]

Seit Beginn des Krieges in der Ukraine analysiert Reisner als Militärexperte auf dem Youtube-Kanal des österreichischen Bundesheeres regelmäßig ukrainische und russische Militärtaktik. Er ist seitdem diesbezüglich außerdem gefragter Interviewpartner bei Medien und anderen Organisationen, oft bezeichnet als „Oberst Reisner“.
Er publiziert und trägt als Fellow oder Gast u. a. am Austria Institut für Europa und Sicherheitspolitik (AIES), der Candid Foundation, dem International Institute for Strategic Studies (IISS), dem Genfer Zentrum für Sicherheitspolitik (GCSP), sowie der German-American Conference an der Harvard Kennedy School vor.

## Anerkennungen
- Im Jahr 2022 erhielt er – gemeinsam mit Generalmajor Bruno Hofbauer, Brigadier Philipp Eder, Oberst Bernhard Gruber und Oberst Berthold Sandtner –  den Special Award „Militär des Jahres“ für die Informationsarbeit zum Krieg in der Ukraine.[24]

## Veröffentlichungen (Auswahl)
- Markus Reisner: Bomben auf Wiener Neustadt: Die Zerstörung eines der wichtigsten Rüstungszentren des Deutschen Reiches – Der Luftkrieg über der „Allzeit Getreuen“ von 1943–1945. Eigenverlag, Wiener Neustadt 2006, ISBN 3-200-00649-8.
- Hans Höller, Markus Reisner, Andreas Hartinger: Unter Rommels Kommando: Hans Höller – Von den Wüsten Nordafrikas bis an die Strände der Normandie. Kral Verlag, Berndorf 2017, ISBN 3-99024-712-3.
- Markus Reisner: Robotic Wars: Legitimatorische Grundlagen und Grenzen des Einsatzes von Military Unmanned Systems in modernen Konfliktszenarien (mit einem Geleitwort von Herfried Münkler). Carola Hartmann Miles-Verlag, Berlin 2018, ISBN 3-945861-78-0.
- Markus Reisner: Die Schlacht um Wien 1945: die Wiener Operation der sowjetischen Streitkräfte im März und April 1945. Kral Verlag, Berndorf 2020, ISBN 3-99024-898-7.